# Puerto Ocopa
Puerto Ocopa es una localidad situada en el distrito de Río Tambo, en la provincia de Satipo, departamento de Junín, Perú. Según el censo de 2017, tiene una población de 754 habitantes.
Es una de las comunidades nativas más grandes con las que cuenta el distrito de Río Tambo. Se encuentra a una altitud de 358 m s. n. m.

## Clima
| Parámetros climáticos promedio de Puerto Ocopa | Parámetros climáticos promedio de Puerto Ocopa | Parámetros climáticos promedio de Puerto Ocopa | Parámetros climáticos promedio de Puerto Ocopa | Parámetros climáticos promedio de Puerto Ocopa | Parámetros climáticos promedio de Puerto Ocopa | Parámetros climáticos promedio de Puerto Ocopa | Parámetros climáticos promedio de Puerto Ocopa | Parámetros climáticos promedio de Puerto Ocopa | Parámetros climáticos promedio de Puerto Ocopa | Parámetros climáticos promedio de Puerto Ocopa | Parámetros climáticos promedio de Puerto Ocopa | Parámetros climáticos promedio de Puerto Ocopa | Parámetros climáticos promedio de Puerto Ocopa |
| Mes                                            | Ene.                                           | Feb.                                           | Mar.                                           | Abr.                                           | May.                                           | Jun.                                           | Jul.                                           | Ago.                                           | Sep.                                           | Oct.                                           | Nov.                                           | Dic.                                           | Anual                                          |
| ---------------------------------------------- | ---------------------------------------------- | ---------------------------------------------- | ---------------------------------------------- | ---------------------------------------------- | ---------------------------------------------- | ---------------------------------------------- | ---------------------------------------------- | ---------------------------------------------- | ---------------------------------------------- | ---------------------------------------------- | ---------------------------------------------- | ---------------------------------------------- | ---------------------------------------------- |
| Temp. máx. media (°C)                          | 30.9                                           | 30.3                                           | 30.9                                           | 31.6                                           | 31.3                                           | 30.8                                           | 30.5                                           | 31.7                                           | 31.7                                           | 31.8                                           | 31.4                                           | 30.9                                           | 31.2                                           |
| Temp. media (°C)                               | 25.8                                           | 25.5                                           | 25.6                                           | 25.8                                           | 25.3                                           | 24.5                                           | 24.2                                           | 25.1                                           | 25.4                                           | 26                                             | 25.8                                           | 25.5                                           | 25.4                                           |
| Temp. mín. media (°C)                          | 20.8                                           | 20.7                                           | 20.4                                           | 20.1                                           | 19.3                                           | 18.2                                           | 17.9                                           | 18.5                                           | 19.1                                           | 20.2                                           | 20.3                                           | 20.2                                           | 19.6                                           |
| Fuente: climate-data.org                       |                                                |                                                |                                                |                                                |                                                |                                                |                                                |                                                |                                                |                                                |                                                |                                                |                                                |